# Delphos (Ohio)
Delphos – miasto w Stanach Zjednoczonych, w zachodniej części stanu Ohio, w hrabstwie Allen. Liczba mieszkańców w 2000 roku wynosiła 7027 osób. 

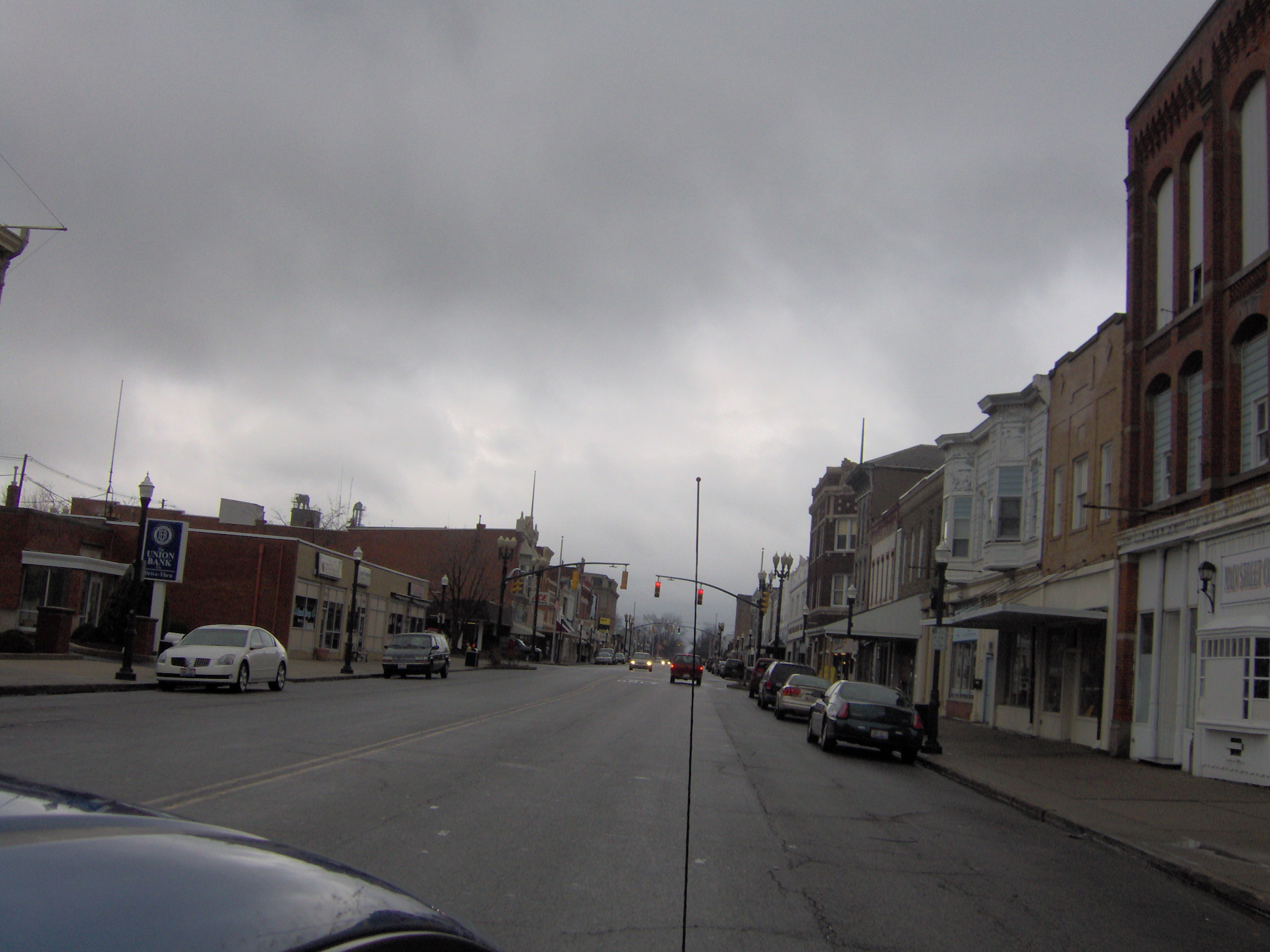
Dawna droga stanowa 66 w kierunku południowym do centrum miasta.

## Wybitni ludzie
- Leslie Peltier – astronom amator
- Zane Grey – znany pisarz